# Seznam československých velvyslanců v Sovětském svazu
Seznam představitelů československého zastupitelského úřadu v Sovětském svazu:
- 1923–1933 Josef Girsa, šéf zastupitelství ČSR
- 1933–1934 Vladimír Smetana, šéf zastupitelství ČSR
- 1934–1937 Bohdan Pavlů, vyslanec
- 1937–1939 Zdeněk Fierlinger, vyslanec
- 1939–1941 neobsazeno
- 1941–1945 Zdeněk Fierlinger, vyslanec, od roku 1942 velvyslanec
- 1945–1948 Jiří Horák, velvyslanec
- 1948–1950 Bohuslav Laštovička, velvyslanec
- 1950–1952 Karl Kreibich, velvyslanec
- 1952–1958 Jaromír Vošahlík, velvyslanec
- 1959–1963 Richard Dvořák, velvyslanec
- 1963–1968 Oldřich Pavlovský, velvyslanec[1]
- 1968–1970 Vladimír Koucký, velvyslanec
- 1970–1972 Bohuslav Chňoupek, velvyslanec
- 1972–1978 Jan Havelka, velvyslanec
- 1978–1984 Čestmír Lovětínský, velvyslanec
- 1984–1987 Miroslav Zavadil, velvyslanec
- 1987–1989 Jindřich Řehořek, velvyslanec